# Gouverneurspalast von Kos

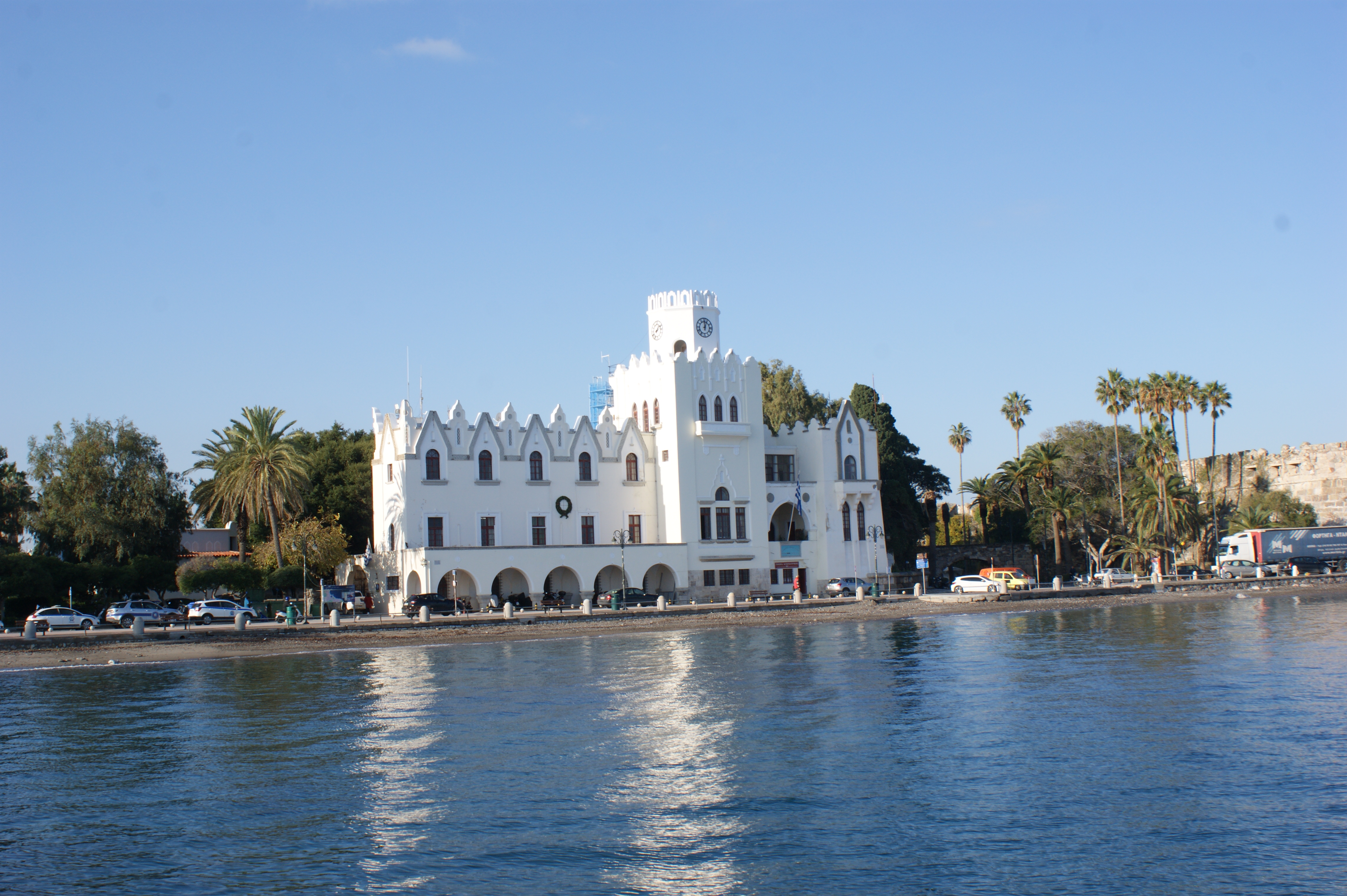
Gouverneurspalast von Kos (Eastern Coastal Building) vom Pier im Osten aus gesehen

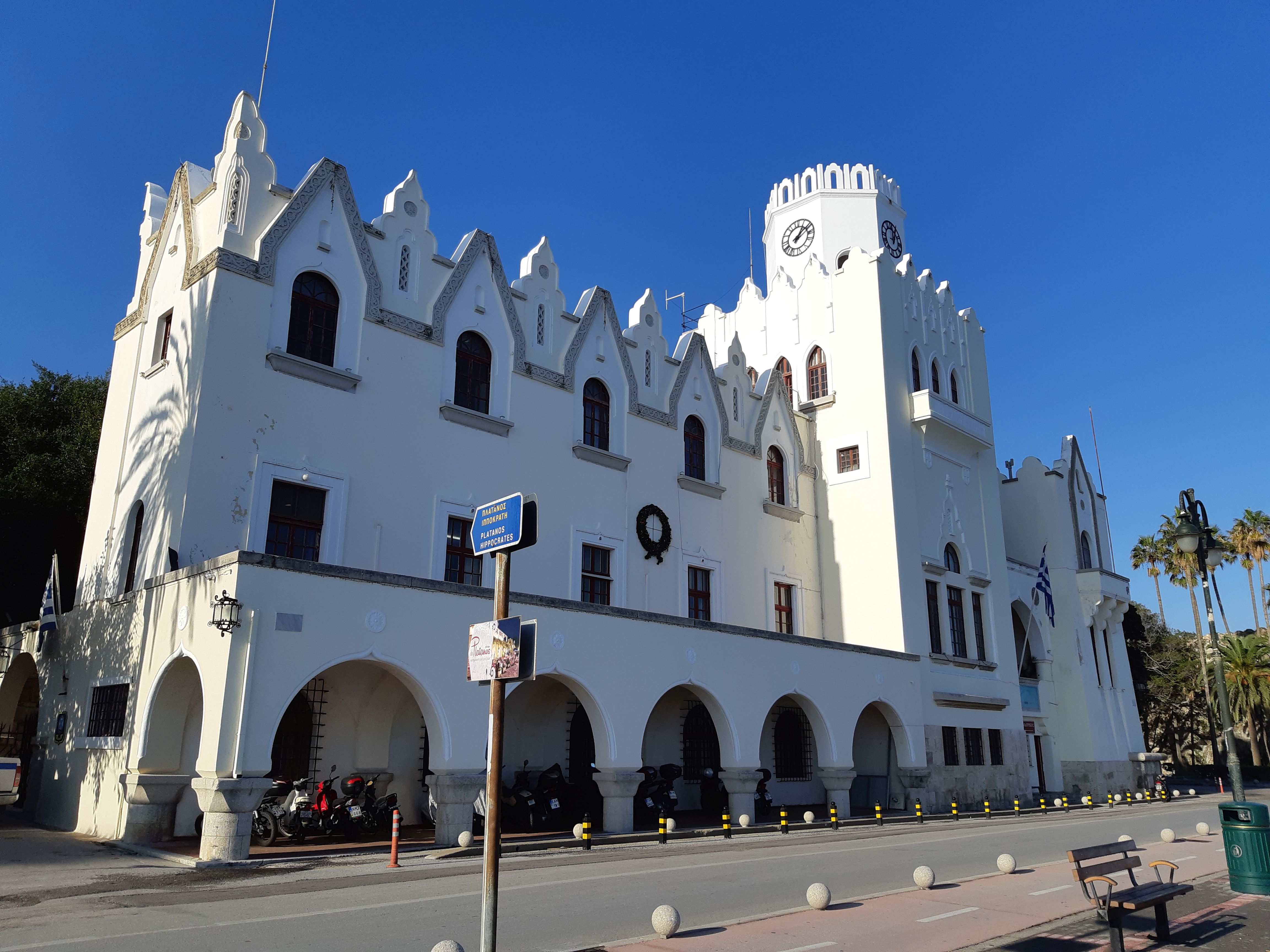
Das Gebäude von der Straße Akti Miaouli aus dem Osten gesehen

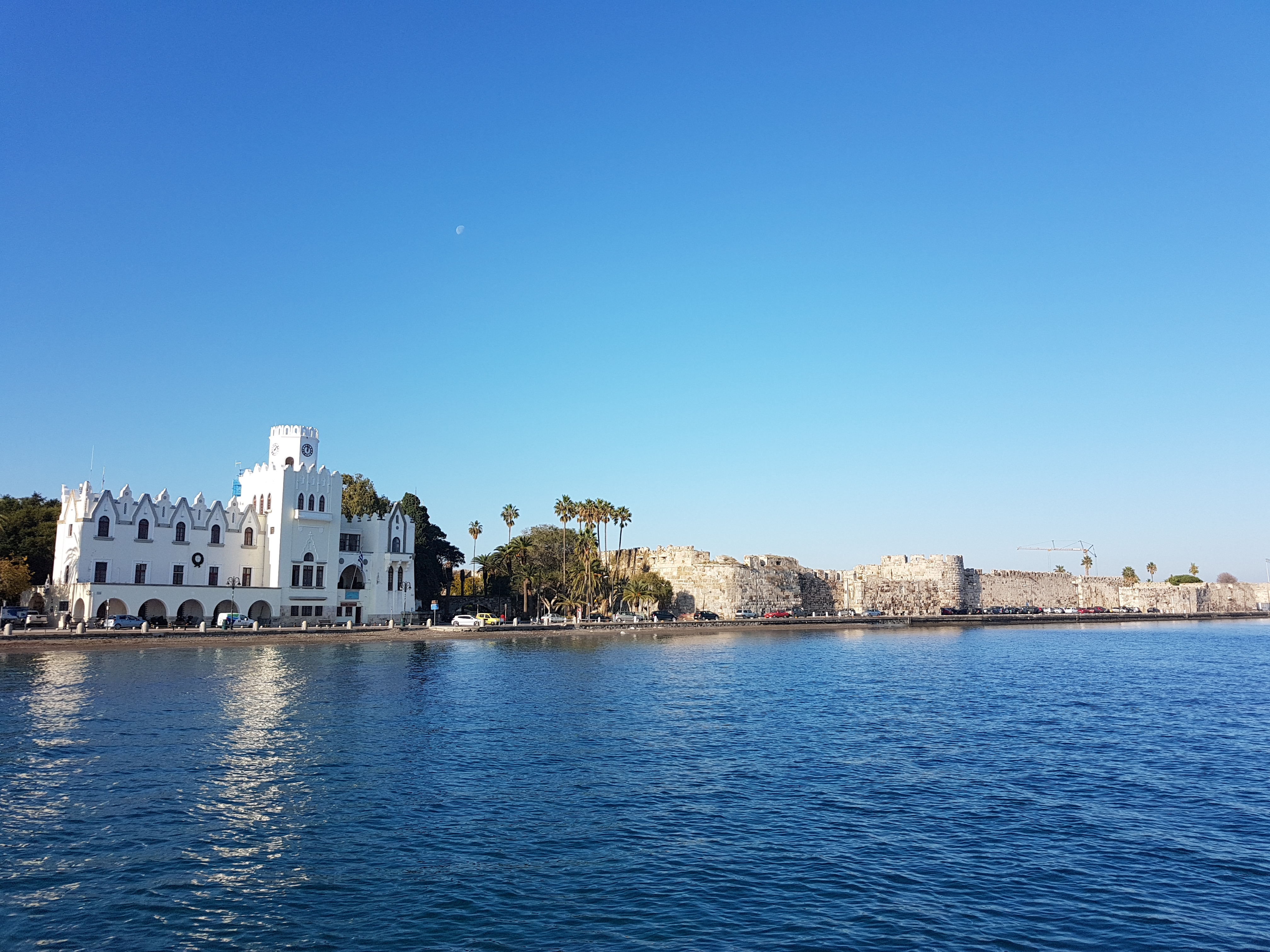
Das Gebäude und daneben die mittelalterliche Festung Neratzia

Der Gouverneurspalast von Kos (kurz auch griechisch Διοικητήριο, auch italienisch Palazzo del Governo oder englisch Eastern Coastal Building genannt) befindet sich in der Stadt Kos auf der Insel Kos (Dodekanes), wurde von Florestano Di Fausto geplant und beherbergt heute die Polizei und das Gericht von Kos sowie Verwaltungseinheiten der Insel Kos. Die Hauptfassade des Gebäudes ist zum Meer hin ausgerichtet. Das Gebäude dominiert, zusammen mit der Festung Neratzia, die nordöstliche Seite des Hafens von Kos.

## Lage
Beim Gouverneurspalast beginnt die Straße Akti Miaouli, die nach Osten führende Uferstraße, an welcher sich mehrere Villen aus der Zeit der Besetzung Kos durch die Italiener befinden. Vom etwa 20 Meter entfernten Meer ist das Gebäude durch die Uferstraße getrennt.
Nördlich, neben dem Gebäude, befindet sich das Hamam. Westlich grenzt die Platia Platanou mit der Platane des Hippokrates und der Gazi-Hasan-Pascha-Moschee an. Nordwestlich befindet sich, getrennt durch den Palmenboulevard Leoforos ton Finikon die mittelalterliche Festung Neratzia und 130 Meter entfernt der Hafen von Kos (Mandraki). Südlich angrenzend ist die Ausgrabungsstätte Agora.

## Gebäude
Das Gebäude wurde 1925 vom italienischen Architekten Florestano Di Fausto entworfen und 1927 bis 1930 erbaut. Der Stil dieses Gouverneurspalast ist bezeichnend für den Architekturstil der Zeit der italienischen Besetzung der Dodekanes-Inseln von 1923 bis 1943. Der Stil findet sich auch beim Haus der Faschisten, dem Archäologischen Museum und etwas weniger bei der Markthalle an der Platia Eleftherias wieder, wie auch beim Bürgerhaus an der Platia Agias Paraskevis. Ähnlich auch beim Historischen Verwaltungszentrum Linopoti in Linopotis. Es wurde der Stil der Architektur nach den Vorstellungen der neuen Machthaber angepasst und von „orientalischen Einflüssen“ gereinigt und in Anlehnung an das Römische Reich in Verbindung mit faschistischen „Idealen“ ausgeführt.
Während der Besetzung der Insel durch Nazi-Deutschland (1943 bis 1945) befand sich hier die Militärverwaltung. 1945 bis 1947 hatte die vorübergehende britische Verwaltung hier den Sitz. Am 31. März 1947 wurde die griechische Flagge am Gebäude aufgezogen.
Das Gebäude ist um einen zentralen Innenhof gruppiert, in dem eine Palme steht. Um den Innenhof verlaufen Arkaden. Ein zweiter, kleiner Innenhof befindet sich nordwestlich. Das Gebäude ist etwa 55 Meter lang, 36 Meter breit und hat einen polygonen Grundriss, der etwa 1400 m² umfasst.
Das Gebäude war nach der Errichtung Sitz des Vizegouverneurs von Kos, der Polizei, des Gerichts und der paramilitärischer Milizen der italienischen Faschisten, den Schwarzhemden (die Faschistische Partei Italiens residierte in der Casa del Fascio an der heutigen Platia Eleftherias).
Das Gebäude kann eingeschränkt besichtigt werden. Das Fotografieren ist nicht erlaubt.